# Напред (филм)
„Напред“ (на английски: Onward) е американски компютърно-анимационен фентъзи филм от 2020 г., продуциран от Пиксар Анимейшън Студиос за Уолт Дисни Пикчърс. Филмът е режисиран от Дан Сканлън, продуциран от Кори Рае, със сценарий от Сканлън, Джейсън Хейдли и Кейт Бънин и озвучен от Том Холанд, Крис Прат, Джулия Луи-Драйфус, Октавия Спенсър, Али Уонг, Лина Уейт и Мел Родригес.
Премиерата на филма в САЩ е на 6 март 2020 г.

## Сюжет
Внимание:  Текстът по-долу разкрива сюжета на произведението (или части от него)!
Историята се развива в свят, населен с мистични същества, които могат да използват магия. Този свят обаче, където някога приказката е била реалност, сега губи чувството си за магия. Използването на магия не е лесно начинание за овладяване от жителите, така че населението вместо това се насочва към използване на създадени от науката отговори, за да се справи, използвайки съвременни машини, като мобилни телефони и автомобили. Двама братя тийнейджъри, Иън и Барли Лайтфут, се впускат в търсене, за да видят дали в света все още е останала някаква магия, за да могат да прекарат един ден с баща си, който е починал малко преди да се роди Иън и когато Барли е бил твърде малък, за да го запомни ясно. След като получава вълшебен дар като предварително подготвен подарък от баща си, подканен от Барли, Иън се опита да го върне за 24 часа, използвайки заклинание, но Иън успява да върне само краката на баща си, като двамата младежи се опитват да намерят начин, за да върнат останалата част преди срокът от 24 часа да изтече.

## Актьори
- Том Холанд – Иън Лайтфут, елф тийнейджър, брат на Барли и син на Лоръл
- Крис Прат – Барли Лайтфут, брат на Иън и син на Лоръл, който копнее за магическо приключение
- Джулия Луи-Драйфус – Лоръл Лайтфут, майката на Иън и Барли
- Октавия Спенсър – Кори, мантикора, която е собственичка на ресторант, където Иън и Барли отиват за помощ в своето приключение
- Али Уонг – Гори, фавн, полицай
- Лина Уейт – Спектър, циклоп, полицай
- Мел Родригес – Колт Бронко, кентавър, полицай

## Продукция

### Развитие
През юли 2017 г. Пиксар обявява филм за градско фентъзи (на английски: urban fantasy) на D23 Expo, режисиран от Сканлън и продуциран от Рае. Филмът е вдъхновен от смъртта на бащата на Сканлън, когато Сканлън и брат му са малки, и връзката помежду им. Сканлън решава да напише историята, след като чува аудиозапис на баща си. На 12 декември 2018 г. е оповестено заглавието на филма. Година по-късно Джейсън Хейдли и Кейт Бънин се присъединяват към сценарийния екип.

### Кастинг
На 12 декември 2018 г. е обявено, че Холанд, Прат, Луй-Драйфус и Спенсър ще озвучат главните роли във филма. На 17 декември 2019 г. Али Уонг, Лина Уейт и Мел Родригес се присъединяват към актьорския състав.

### Музика
На 16 април 2019 г. е обявено, че Майкъл и Джеф Дана, които преди това създават музикалната партитура към филма на Пиксар Добрият динозавър, ще създадат музиката към филма.

## Премиера
Премиерата на „Напред“ е насрочена за 6 март 2020 г. от Уолт Дисни Студиос Моушън Пикчърс.

### Маркетинг
На 29 май 2019 г. са разкрити два кадъра от филма, с участието на Барли, Иън и майка им. На следващия ден е пуснат плакат на филма. Плакатът и трейлърът дебютират по време на финалите на Ен Би Ей 2019, излъчени по Ей Би Си. Трейлърът е излъчен на премиерите на Играта на играчките 4 и Спайдър-Мен: Далече от дома. Официалният трейлър е пуснат на 10 октомври 2019 г., а друг – на 17 декември 2019 г.

## Синхронен дублаж
| Роля            | Изпълнител |
| --------------- | --- |
| Иън Лайтфут     | Владимир Зомбори |
| Барли Лайтфут   | Росен Русев |
| Лоръл           | Светлана Бонин |
| Мантикорът      | Недялка Монеджикова |
| Колт            | Николай Върбанов |
| Уилдън          | Светломир Радев |
| Полицай Спектър | Милена Маркова |
| Полицай Гор     | Вилма Стоянова |
| Роса            | Боряна Йорданова |
| Греклин         | Ася Рачева |
| Гакстън         | Стефан Иванов |
| Полицай Ейвъл   | Любомир Фърков |
| Фенуик          | Божидар Попчев |
| Други гласове   | Емма Цончева Ива Стоянова Ивона Маврова Йоанна Микова Михаела Трендафилова Цветослава Симеонова Димитър Ангелов Йордан Неделчев Константин Димитров Христо Димитров |

| Песен                 | Изпълнител                                                                           |
| --------------------- | ------------------------------------------------------------------------------------ |
| Бръснене и подстрижка | Росен Русев                                                                          |
| Честит рожден ден     | Ася Рачева Боряна Йорданова Ягода Тренева Атанас Сребрев Иван Велчев Момчил Степанов |
| Търсене               | Атанас Сребрев                                                                       |

| Обработка                       | Доли Медия Студио                     |
| ------------------------------- | ------------------------------------- |
| Режисьор на дублажа             | Даниела Горанова                      |
| Преводач                        | Сима Налбантова                       |
| Музикален режисьор              | Евгений Манев                         |
| Превод на песните               | Десислава Софранова                   |
| Тонрежисьор на записа           | Ясен Пенчев                           |
| Микс студио                     | Shepperton International              |
| Продуцент на българската версия | Disney Character Voices International |